# Cascade, Montana
Cascade är en ort i Cascade County i Montana. Cascade hade 685 invånare enligt 2010 års folkräkning.